# Aleksandr Khavanov
Aleksandr Pavlovitch Khavanov — en russe : Александр Павлович Хаванов — (né le 30 janvier 1972 à Moscou en République socialiste fédérative soviétique de Russie) est un joueur professionnel russe de hockey sur glace,. Il a évolué au poste de défenseur.
Il est commentateur sportif pour la chaîne sportive russe consacrée au hockey sur glace KHL-TV.

## Biographie

### Carrière en club
En 1992, il commence sa carrière avec les Bulls de Birmingham dans l'ECHL. À l'issue de sa première saison, il revient en Russie. Il est choisi au huitième tour, en deux-cent-trente-deuxième position par les Blues de Saint-Louis lors du repêchage d'entrée dans la LNH 1999. Il remporte la Superliga 2000 avec le HK Dinamo Moscou. Il retourne alors en Amérique du Nord. Le 6 octobre 2000, il joue son premier match dans la Ligue nationale de hockey avec les Blues chez les Sharks de San José postant une assistance. Il marque son premier but le 13 octobre 2000 face aux Wild du Minnesota. Il a également porté les couleurs des Maple Leafs de Toronto dans la LNH. Il ajoute à son palmarès la LNA 2007 avec le HC Davos.
Il termine sa carrière dans le courant de l'été 2007, à l'âge de 35 ans.

### Carrière internationale
Il a représenté la Russie au niveau international.

## Statistiques

### En club
| Saison     | Équipe                 | Ligue      |     | Saison régulière | Saison régulière | Saison régulière | Saison régulière | Saison régulière |   | Séries éliminatoires | Séries éliminatoires | Séries éliminatoires | Séries éliminatoires | Séries éliminatoires |
| Saison     | Équipe                 | Ligue      | PJ  | B                | A                | Pts              | Pun              | PJ               | B | A                    | Pts                  | Pun                  |                      |                      |
| 1992-1993  | Bulls de Birmingham    | ECHL       | 19  | 0                | 3                | 3                | 14               |                  |   |                      |                      |                      |                      |                      |
| 1992-1993  | IceCaps de Raleigh     | ECHL       | 17  | 0                | 6                | 6                | 8                |                  |   |                      |                      |                      |                      |                      |
| 1993-1994  | SKA Saint-Pétersbourg  | MHL        | 41  | 1                | 2                | 3                | 24               |                  |   |                      |                      |                      |                      |                      |
| 1994-1995  | SKA Saint-Pétersbourg  | MHL        | 49  | 7                | 0                | 7                | 32               | 3                | 0 | 0                    | 0                    | 0                    |                      |                      |
| 1995-1996  | SKA Saint-Pétersbourg  | MHL        | 32  | 1                | 5                | 6                | 41               |                  |   |                      |                      |                      |                      |                      |
| 1995-1996  | HPK Hämeenlinna        | SM-liiga   | 16  | 0                | 2                | 2                | 4                | 9                | 0 | 0                    | 0                    | 0                    |                      |                      |
| 1996-1997  | Severstal Tcherepovets | Superliga  | 39  | 3                | 8                | 11               | 56               | 3                | 1 | 0                    | 1                    | 4                    |                      |                      |
| 1997-1998  | Severstal Tcherepovets | Superliga  | 44  | 3                | 5                | 8                | 46               |                  |   |                      |                      |                      |                      |                      |
| 1998-1999  | HK Dinamo Moscou       | Superliga  | 40  | 2                | 7                | 9                | 14               | 16               | 1 | 5                    | 6                    | 35                   |                      |                      |
| 1999-2000  | HK Dinamo Moscou       | Superliga  | 38  | 5                | 12               | 17               | 49               | 17               | 0 | 3                    | 3                    | 4                    |                      |                      |
| 2000-2001  | Blues de Saint-Louis   | LNH        | 74  | 7                | 16               | 23               | 52               | 15               | 3 | 2                    | 5                    | 14                   |                      |                      |
| 2001-2002  | Blues de Saint-Louis   | LNH        | 81  | 3                | 21               | 24               | 55               | 4                | 0 | 0                    | 0                    | 2                    |                      |                      |
| 2002-2003  | Blues de Saint-Louis   | LNH        | 81  | 8                | 25               | 33               | 48               | 7                | 2 | 3                    | 5                    | 2                    |                      |                      |
| 2003-2004  | Blues de Saint-Louis   | LNH        | 48  | 3                | 7                | 10               | 18               |                  |   |                      |                      |                      |                      |                      |
| 2004-2005  | SKA Saint-Pétersbourg  | Superliga  | 3   | 0                | 0                | 0                | 27               |                  |   |                      |                      |                      |                      |                      |
| 2005-2006  | Maple Leafs de Toronto | LNH        | 64  | 6                | 6                | 12               | 60               |                  |   |                      |                      |                      |                      |                      |
| 2006-2007  | HC Davos               | LNA        | 34  | 1                | 19               | 20               | 72               |                  |   |                      |                      |                      |                      |                      |
| Totaux LNH | Totaux LNH             | Totaux LNH | 348 | 27               | 75               | 102              | 233              | 26               | 5 | 5                    | 10                   | 18                   |                      |                      |

### En équipe nationale
| Année | Compétition          |   | PJ | B | A | Pts | Pun | +/-                        |  | Résultat |
| 1999  | Championnat du monde | 6 | 0  | 0 | 0 | 6   |     | Cinquième place            |  |          |
| 2000  | Championnat du monde | 4 | 0  | 2 | 2 | 0   | +6  | Onzième place              |  |          |
| 2003  | Championnat du monde | 4 | 0  | 1 | 1 | 0   | -1  | Septième place             |  |          |
| 2004  | Coupe du monde       | 4 | 0  | 1 | 1 | 4   |     | Défaite en quart de finale |  |          |